# Bobby Ball
Robert Kay Ball, detto Bobby (Phoenix, 26 agosto 1925 – Phoenix, 27 febbraio 1954), è stato un pilota automobilistico statunitense.

## Biografia
Vinse una gara del campionato americano a San Jose nel novembre del 1952, ma dopo qualche settimana rimase coinvolto in un incidente che lo lasciò con gravi danni cerebrali. Morì a Phoenix dopo essere rimasto in coma per 14 mesi.
Tra il 1950 e il 1960 la 500 Miglia di Indianapolis faceva parte del Campionato Mondiale, e per questo motivo Ball ha all'attivo anche 2 Gran Premi ed un quinto posto in Formula 1.
Ball muore nel 1954 e viene sepolto presso il cimitero di Greenwood Memory Lawn a Phoenix, Arizona.

## Risultati

### Formula 1
| 1951 | Scuderia    | Vettura   |  |   |  |  |  |  |  |  | Punti | Pos. |
| ---- | ----------- | --------- |  | - |  |  |  |  |  |  | ----- | ---- |
| 1951 | Blakely Oil | Schroeder |  | 5 |  |  |  |  |  |  | 2     | 15º  |

| 1952 | Scuderia                | Vettura |  |     |  |  |  |  |  |  | Punti | Pos. |
| ---- | ----------------------- | ------- |  | --- |  |  |  |  |  |  | ----- | ---- |
| 1952 | Rotary Engineering Corp | Stevens |  | Rit |  |  |  |  |  |  | 0     |      |

| Legenda | 1º posto     | 2º posto | 3º posto    | A punti         | Senza punti/Non class.  | Grassetto – Pole position Corsivo – Giro più veloce |
| Legenda | Squalificato | Ritirato | Non partito | Non qualificato | Solo prove/Terzo pilota | Grassetto – Pole position Corsivo – Giro più veloce |

### 500 Miglia di Indianapolis
| Anno   | N° auto | Partito | Media qualifica | Finito | Giri | Giri in testa | Causa ritiro             |
| ------ | ------- | ------- | --------------- | ------ | ---- | ------------- | ------------------------ |
| 1951   | 52      | 29º     | 134.098         | 5º     | 200  | 0             | /                        |
| 1952   | 55      | 17º     | 134.725         | 32º    | 34   | 0             | Scatola degli ingranaggi |
| Totale | Totale  | Totale  | Totale          | Totale | 234  | 0             |                          |